# Cerro Chiquito
Cerro Chiquito är en ort i Mexiko.   Den ligger i kommunen Tenango de Doria och delstaten Hidalgo, i den sydöstra delen av landet, 150 km nordost om huvudstaden Mexico City. Cerro Chiquito ligger 1 313 meter över havet och antalet invånare är 439.
Terrängen runt Cerro Chiquito är bergig åt sydväst, men åt nordost är den kuperad. Runt Cerro Chiquito är det ganska tätbefolkat, med 149 invånare per kvadratkilometer. Närmaste större samhälle är San Bartolo Tutotepec, 2,7 km nordväst om Cerro Chiquito. Omgivningarna runt Cerro Chiquito är en mosaik av jordbruksmark och naturlig växtlighet.